# La Esperanza, Cuichapa
La Esperanza är en ort i Mexiko.   Den ligger i kommunen Cuichapa och delstaten Veracruz, i den sydöstra delen av landet, 260 km öster om huvudstaden Mexico City. La Esperanza ligger 412 meter över havet och antalet invånare är 219.
Terrängen runt La Esperanza är varierad. Runt La Esperanza är det ganska tätbefolkat, med 129 invånare per kvadratkilometer. Närmaste större samhälle är Cuitláhuac, 9,4 km nordost om La Esperanza. Trakten runt La Esperanza består till största delen av jordbruksmark.